# Wasylówka (rejon hajsyński)
Wasylówka (ukr. Василівка, Wasyliwka) – wieś na Ukrainie, w obwodzie winnickim, w rejonie hajsyńskim (do 2020 w rejonie tulczyńskim), w hromadzie miasta Ładyżyn (Ładyżynska miska hromada).

## Historia
Pod koniec XIX w. własności Sobańskich, m.in. Feliksa Sobańskiego (1893).